# تفجير سامراء 20 أيلول 2013
شهد العراق في 20 سبتمبر 2013 مجموعة من التفجيرات وحوادث اطلاق النار بطريقة منسقة عبر الأجزاء الوسطى والجنوبية من العراق التي أسفرت عن 25 قتيلا على الاقل وعشرات من الجرحى. ويذكر ان أكبر هجوم كان في سامراء، حين تم تفجير قنبلة مخبأة في وحدة لتكييف الهواء في مسجد مما أسفر عن مقتل 18 وإصابة 21 آخرين.